# Eisenbahnunfall von Hjuksebø
| \| \| \| von Oslo \| \| \| \| \| Bratsbergbanen von Notodden \| \| \| \| 136,24 \| Hjuksebø \| Hjuksebø \| \| \| \| Tunnel Hagen (235 m) \| \| \| \| 139,53 \| Unfallstelle \| Unfallstelle \| \| \| 140,85 \| Holtsås \| Holtsås \| \| \| 149,95 \| Nordagutu \| Nordagutu \| \| \| \| Bratsbergbanen nach Skien \| \| \| \| \| nach Kristiansand \| \| \| \| \| \| \| \| Kilometerangaben von Oslo S Streckenzustand 1950 \| \| \| \| |        |                             |                             |
| Strecke |        | von Oslo                    | von Oslo                    |
| Abzweig geradeaus und von rechts |        | Bratsbergbanen von Notodden | Bratsbergbanen von Notodden |
| Bahnhof | 136,24 | Hjuksebø                    | Hjuksebø                    |
| Tunnel |        | Tunnel Hagen (235 m)        | Tunnel Hagen (235 m)        |
| | 139,53 | Unfallstelle                | Unfallstelle                |
| Bahnhof | 140,85 | Holtsås                     | Holtsås                     |
| Bahnhof | 149,95 | Nordagutu                   | Nordagutu                   |
| Abzweig geradeaus und nach links |        | Bratsbergbanen nach Skien   | Bratsbergbanen nach Skien   |
| Strecke |        | nach Kristiansand           | nach Kristiansand           |
| |        |                             |                             |
| Kilometerangaben von Oslo S Streckenzustand 1950 |        |                             |                             |

Der Eisenbahnunfall von Hjuksebø war der Frontalzusammenstoß von entlaufenen Güterwagen mit einem Personenzug am 15. November 1950 auf der Sørlandsbane zwischen Hjuksebø und Holtsås in der Region Telemark in Norwegen. 14 Menschen starben.

## Ausgangslage

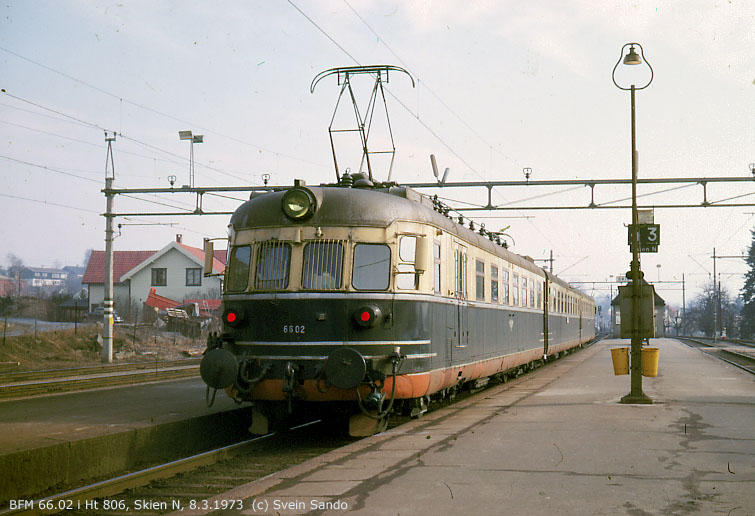
Triebwagen der Baureihe CFmeo type 106 (ab 1970 Type 66) der NSB

Die Strecke zwischen den Bahnhöfen Hjuksebø und Holtsås weist in Richtung Holtsås unterschiedliche Gefälle mit maximal bis zu 10 ‰ auf.:22
Der Schnellzug (lyntog) Et 72 war von Kristiansand nach Oslo Vestbanestasjonen unterwegs. Er bestand aus dem dreiteiligen Elektrotriebwagen CFmeo type 106 18538, dem Mittelwagen Co 3c 18819 und dem Steuerwagen Ceo 3C 18622 der Norwegischen Staatsbahnen (NSB). Der Steuerwagen lief an der Spitze des Zuges. Zum Zeitpunkt des Unfalls befanden sich dort der Triebfahrzeugführer und 19 Fahrgäste. Der Zug war um 08:00 Uhr in Kristiansand abgefahren und hätte in Oslo um 12:45 ankommen sollen. Bei der Abfahrt vom Zwischenhalt Nordagutu um 10:45 Uhr hatte er acht Minuten Verspätung. Den Bahnhof Hjuksebø sollte er ohne Halt durchfahren.:21f
Im Bahnhof Hjuksebø war um 10:40 Uhr der Personenzug Nr. 5443 nach einer Fahrt auf der Bratsbergbane aus Notodden angekommen und fuhr in Gleis 2 ein. Dort standen bereits sieben Güterwagen, die an Zug 5444, der mit der aus Notodden gekommenen Garnitur gefahren werden sollte, anzuhängen waren. Um diesen Zug zu bilden, standen die Güterwagen der Lokomotive im Weg, die umsetzen musste. Sie mussten deshalb aus dem Gleis gefahren werden. Planmäßig war vorgesehen, mit dem Rangiervorgang zu warten, bis der Schnellzug den Bahnhof Hjuksebø passiert hatte.:21

## Unfallhergang
Da der Schnellzug aber Verspätung hatte, fiel die Entscheidung, dass genügend Zeit vorhanden sei, den Rangiervorgang vor der Durchfahrt des Schnellzuges auszuführen. Die Lok des Zuges 5443 wurde von den Personenwagen ab- und an die Güterwagen angekuppelt und schob sie vor sich her in Richtung südlicher Bahnhofseinfahrt. Beabsichtigt war, sie anschließend auf Gleis 3 zu ziehen. Bei dem Rangiermanöver wurde übersehen, dass die vier vorderen Güterwagen nicht mit dem Zugverband gekuppelt waren. Als diese Wagen ins Gefälle kamen, begannen sie zu entlaufen. Der führende Wagen war mit leeren Eisenfässern mit einem Gewicht von 5,3 t, der zweite mit Holzmasten für eine Telegrafenleitung mit einem Gewicht von 18 t beladen. Der dritte war ein gedeckter Güterwagen der Bauart G der Deutschen Bundesbahn und mit 18 t Papier beladen. Zum Schluss lief ein Wagen mit Sauerstoffballons, die 4 t wogen.:22
Der Rangierer versuchte noch, die wegrollenden Wagen einzuholen, in der Hoffnung, auf einen aufzuspringen und die Handbremse betätigen zu können. Es gelang ihm, auf den letzten der Wagen aufzuspringen, die Handbremse befand sich jedoch an der anderen Seite des Wagens, so dass er absprang und versuchte, neben dem Wagen herzulaufen, um die Vorderseite zu erreichen. Die entlaufenen Wagen beschleunigten aber so stark, dass ihm das nicht mehr gelang. Die Lokomotive, die die Wagen geschoben hatte, folgte den entlaufenen Fahrzeugen und gab Warnsignale ab, um den entgegenkommenden Zug vor der Gefahr zu warnen.
Auch der Bahnhofsvorsteher von Hjuksebø erkannte die drohende Gefahr und warnte den Bahnhof Holtsås telefonisch. Der Anruf kam aber zu spät, der Schnellzug hatte den Bahnhof Holtsås bereits passiert. Die entlaufenen Wagen waren innerhalb von knapp vier Minuten fast drei Kilometer weit gefahren und hatten eine Geschwindigkeit von etwa 60 km/h erreicht. Der Schnellzug war bei dem Zusammenstoß noch mit 70–75 km/h unterwegs, obwohl dessen Triebfahrzeugführer Sekunden vor dem Zusammenstoß noch eine Schnellbremsung ausgelöst hatte. Die Kollision erfolgte bei Streckenkilometer 139,53 um 10:50 Uhr. Die Telegrafenmasten auf dem zweiten Güterwagen rammten sich – nachgedrückt von dem schweren, mit Papier beladenen, gedeckten Güterwagen – weit in den Steuerwagen des Triebwagens hinein.:22

## Folgen

### Unmittelbare Folgen
Der Triebfahrzeugführer und elf Fahrgäste waren sofort tot, zwei weitere, schwerverletzte Reisende erlagen später im Krankenhaus ihren Verletzungen. Alle Überlebenden im vorderen Wagen erlitten schwere Verletzungen. Zum damaligen Zeitpunkt war das der folgenreichste Eisenbahnunfall, der sich in Friedenszeiten in Norwegen ereignet hatte.
40 Arbeiter von Norsk Hydro in Notodden wurden mit Schneidbrennern zur Unfallstelle geschickt, um eingeklemmte Reisende aus den Trümmern zu schneiden. Als der Hilfszug um 13:30 Uhr eintraf, waren bereits alle Verletzten aus dem Wrack befreit und ins Krankenhaus nach Notodden gebracht worden.:23
Die beiden hinteren Wagen des Triebwagens waren nicht schwer beschädigt. Sie wurden noch im Laufe des Tages mit einem Hilfszug nach Nordagutu zurückgeschleppt. Um 23:05 Uhr war die Strecke geräumt und konnte für den Verkehr wieder freigegeben werden.:23

### Aufarbeitung
Die Unfalluntersuchung ergab, dass neben dem Rangierer auch weitere Mitarbeiter der NSB an dem Unfall beteiligt waren und die damals auf dem Bahnhof Hjuksebø eingehaltenen Arbeitsabläufe nicht optimal waren. Eine Anklage wurde nicht erhoben, auch Sanktionen gegen die Beteiligten nicht verhängt.